# 馬克斯·弗里施
馬克斯·弗里施（Max Frisch，1911年5月15日—1991年4月4日，生卒均于苏黎世），瑞士建筑师、剧作家和小说家，二战后德语文学代表人物。其作品着重关注个人认同、道德、责任与政见等话题，富于反讽。